# St. Nicolaus (Nedlitz)

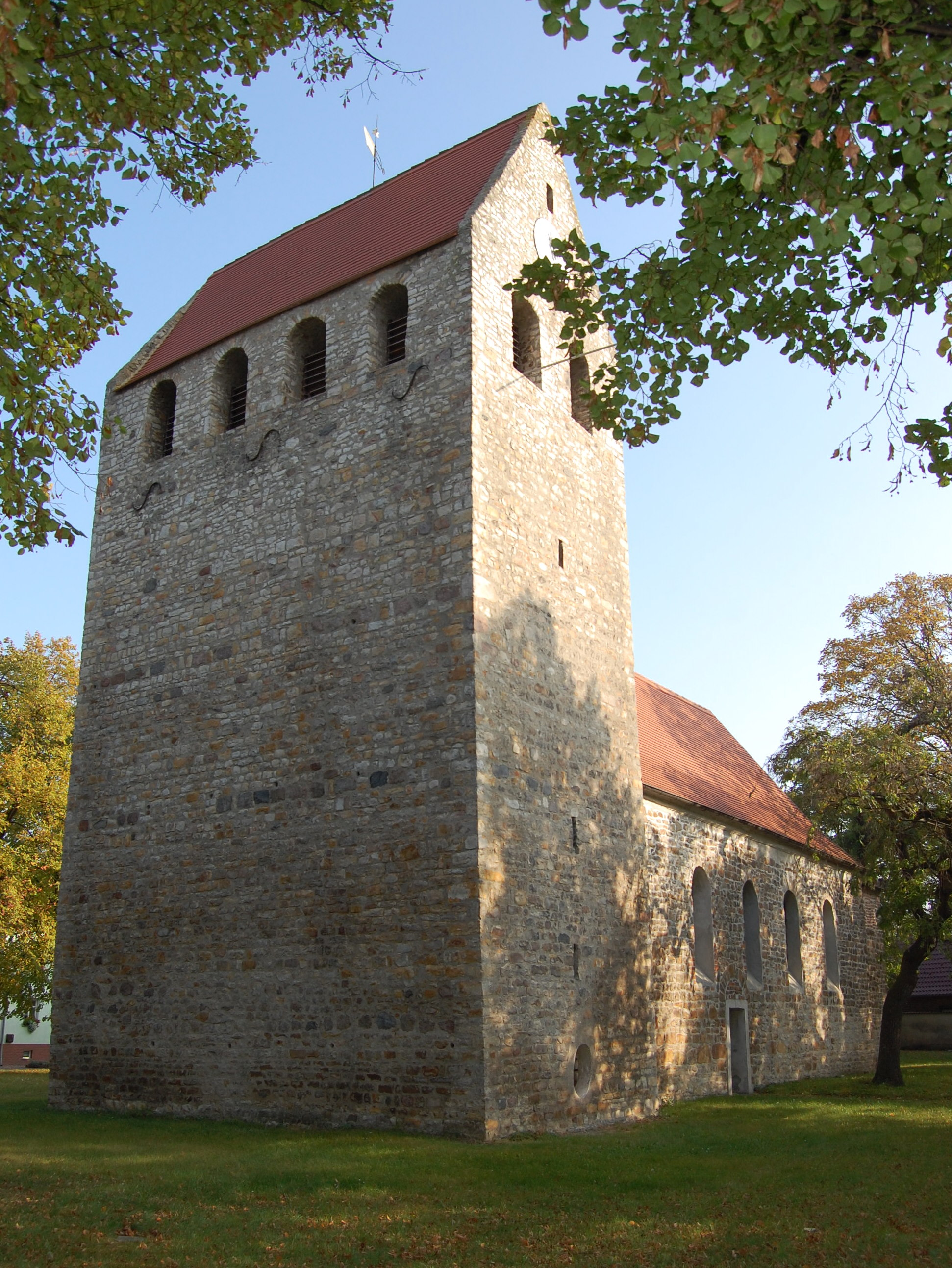
Sankt-Nicolaus-Kirche

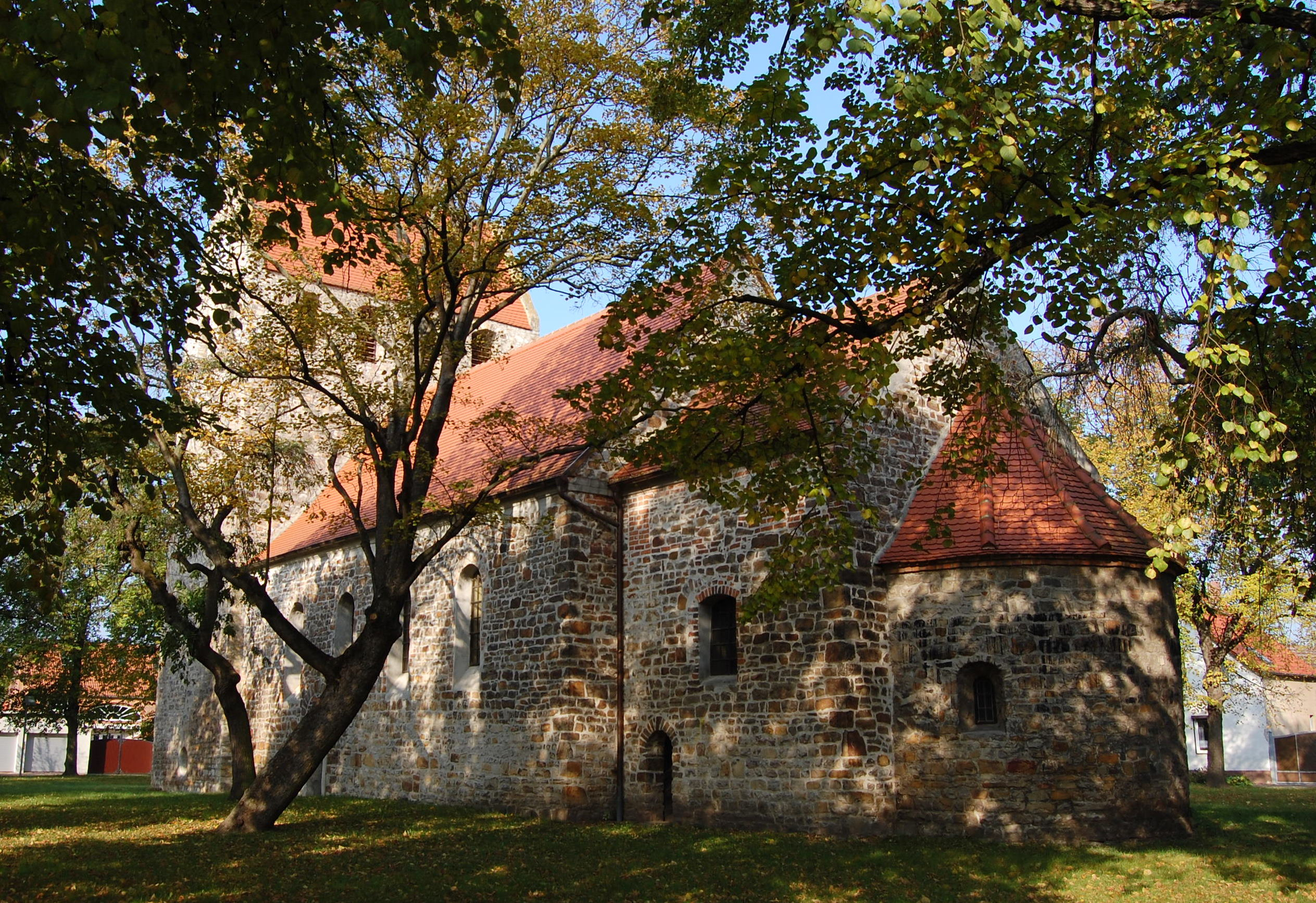
Südseite

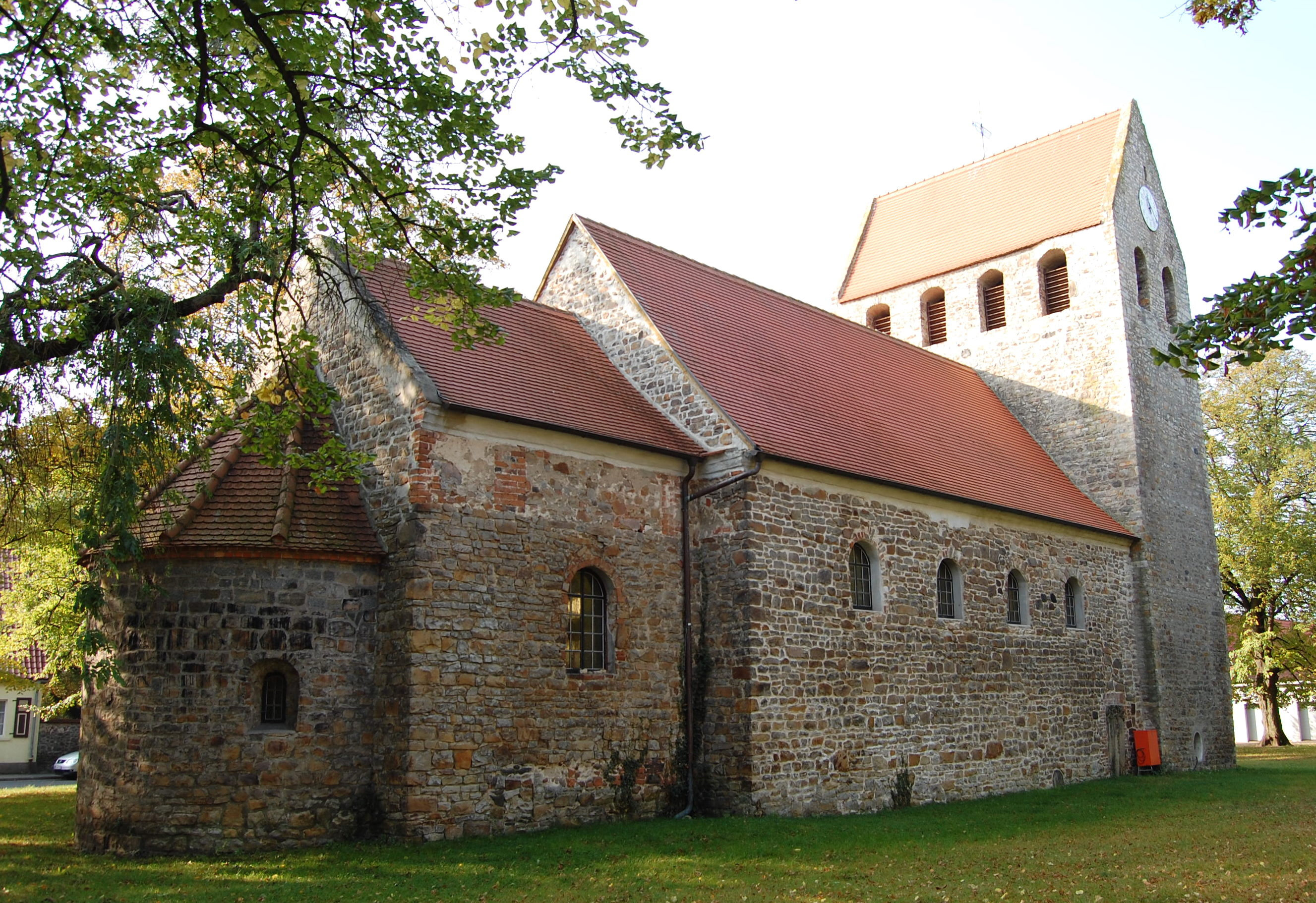
Nordseite

Sankt Nicolaus ist die evangelische Kirche des zur Stadt Gommern gehörenden Dorfes Nedlitz in Sachsen-Anhalt.

## Architektur und Geschichte
Die romanische Kirche entstand im 12. Jahrhundert als vollständige Anlage aus Bruchsteinen. Das Kirchenschiff wird nach Osten durch einen eingezogenen Chor und eine halbkreisförmige Apsis abgeschlossen. An der Westseite des Schiffs befindet sich der auf querrechteckigem Grundriss Ende des 12. Jahrhunderts/Anfang des 13. Jahrhunderts errichtete Kirchturm. Der Turm ist dabei etwas breiter als das Kirchenschiff. Er wird von einem Satteldach bedeckt. Heute im Glockengeschoss vorhandene Öffnungen wurden erst später eingefügt. Die Mauerstärke des Turms beträgt 1,70 Meter, die des Schiffs 1,00 Meter.
1642 wurde die Kirche weitgehend zerstört und ab 1660 wiederaufgebaut. Im 17. Jahrhundert erhielt das Kirchenschiff breite Rundbogenfenster. Im ursprünglichen Zustand sind noch die Fenster der Apsis sowie die Priesterpforte in der Südseite des Chors.
Im Jahr 1968 musste der Turm wegen Baufälligkeit gesperrt werden. Auch die anderen Gebäudeteile waren dringend sanierungsbedürftig. Seit diesem Jahr fanden keine Gottesdienste mehr in der Kirche statt. Anfang der 1990er Jahre wurden Arbeiten zur Instandsetzung der Kirche aufgenommen, so dass ab 1996 wieder Gottesdienste gefeiert werden konnten.
Das Kircheninnere wird von einer Balkendecke überspannt. Zwischen Schiff und Chor besteht ein runder Triumphbogen. An der Nord- und Westseite befindet sich eine hölzerne Empore. Das in der Zeit des Barock als Gruft genutzte Untergeschoss des Kirchturms ist durch zwei Bögen zum Kirchenschiff geöffnet. Aus der zweiten Hälfte des 17. Jahrhunderts stammt das barocke Kreuzigungsgemälde hinter dem Altar. Es gehörte mit einer Predella mit Abendmahlsgemälde zu einem Retabel. Die Predella befindet sich heute im Turmuntergeschoss.
Die hölzerne Kanzel mitsamt Schalldeckel wird auf das Jahr 1611 datiert. Verziert ist die Kanzel mit dem Stifterwappen einer von Spitznaß, geborene Dorstatt. In den Blendarkaden befinden sich Gemälde der vier Evangelisten. Ältester Ausstattungsgegenstand ist ein zwölfeckiger, um 1220 entstandener Taufstein. Das mit einem Palmettenfries geschmückte Becken ruht auf drei Skulpturen. Die stark beschädigten Skulpturen stellen eine nackte, eine bekleidete Person und einen Löwen dar. Ursprünglich bestand noch eine vierte Skulptur.
An der Südwand befindet sich ein 1630 entstandenes Auferstehungsgemälde. Bemerkenswert ist ein Wandepitaph für den 1739 verstorbenen Robert Christian von Hacke mit gewölbter Inschriftenkartusche unter einer von Putten umgebenen Büste von Hackes.
Das Geläut im Kirchturm besteht aus zwei Gussstahlglocken mit einem Gewicht von 530 bzw. 283 Kilogramm. Ursprünglich hatte die Kirche 1757 zwei bronzene Glocken erhalten, die jedoch nicht erhalten sind. Eine erste Orgel wurde 1786 eingebaut.
In der Gruft der Kirche befinden sich sieben Mumien aus den 18. und 19. Jahrhundert, deren Bekleidung ebenfalls erhalten ist.